# Вайваоя
Вайваоя (в верхнем течении — Оя) — река в России, протекает по территории Ледмозерского сельского поселения Калевальского района Республики Карелии. Длина реки — 18 км.
Река берёт начало из озера Ахмасъярви. Течёт преимущественно в юго-восточном направлении. В общей сложности имеет три притока суммарной длиной 4,5 км.
Втекает на высоте 134,3 м над уровнем моря в озеро Нюк, из которого берёт начало река Растас, впадающая в реку Чирко-Кемь.
Населённые пункты на реке отсутствуют.
Код объекта в государственном водном реестре — 02020000912102000004140.